# Тяньвэнь-4
Тяньвэнь-4 (кит. 天问四号, ранее известный как «Гань Де») — планируемый космический аппарат Китая по отправке космического коробля к системе Юпитера. Миссия будет сосредоточена на исследовании спутника Юпитера Каллисто, как с орбиты, так и при помощи спускаемого аппарата.

## Обзор
Цели планируемой миссии «Тяньвэнь-4» были подробно описаны в статье, опубликованной в китайском академическом журнале, они включают в себя следующее: исследование взаимодействия магнитных полей и плазмы, присутствующей в системе Юпитера, изучение вариаций состава Юпитера, атмосферы, исследование внутренней структуры и характеристик поверхности Ганимеда или Каллисто, а также исследование космической среды, окружающей вышеупомянутые Галилеевы спутники.
По сообщениям западных СМИ, по состоянию на январь 2021 года существало два конкурирующих профиля миссии: Jupiter Callisto Orbiter (JCO) и Jupiter System Observer (JSO). JCO будет включать в себя космический корабль, который пролетит мимо нерегулярных спутников Юпитера, прежде чем он выйдет на полярную орбиту вокруг Каллисто; этот профиль миссии также может включать посадочный модуль Каллисто. Напротив, профиль миссии «JSO», хотя и во многом аналогичен профилю миссии «JCO», не предполагает попытки космического корабля выйти на орбиту Каллисто и вместо этого сосредоточивается на более интенсивных исследованиях Ио (профиль миссии «JSO» также, похоже, не включает посадочный модуль, хотя он может включать отправку космического корабля в точку L1 Солнце-Юпитер по завершении его путешествия по системе Юпитера). Наконец, презентации китайских исследователей предполагают, что миссия «Тяньвэнь-4» может включать в себя дополнительный зонд, который пролетит мимо Урана в 2046 году.
В 2025 году состав миссии был переработан, из неё был исключён зонд к Урану, вместо которого был включён посадочный аппарат массой около тонны на Каллисто.
Первоначальное название этой миссии отсылало к китайскому астроному Гань Дэ, жившему в IV веке до нашей эры, который проводил первые наблюдения за планетами и, по общему мнению, первым наблюдал невооружённым глазом Галилеевы спутники.

## Возможные сроки осуществления миссии
В 2020 году один из возможных вариантов траектории и сроков полета миссии Земля-Юпитер был представлен на заседании Генеральной ассамблеи Европейского союза наук. Согласно этому сценарию, зонд «Тяньвэнь-4» стартует в октябре 2029 года, через полгода, в апреле 2030 года, совершит пролет Венеры, затем дважды пересечёт орбиту Земли (первый раз в феврале 2031 года, второй — в мае 2033 года), а в августе 2035 года прибудет к Юпитеру, общее время пролета составит 5,87 года.